# Cornes (roman)
Pour les articles homonymes, voir Corne.
Cornes (titre original : Horns) est un roman fantastique de l'écrivain américain Joe Hill, publié le 16 février 2010 par les éditions William Morrow. En France, il est publié le 21 septembre 2011 par les éditions Jean-Claude Lattès.
Le roman est divisé en cinquante chapitres qui sont répartis en cinq sections (Enfer, Cerise, Le sermon de feu, Le réparateur et L'évangile selon Mick et Keith).

## Résumé

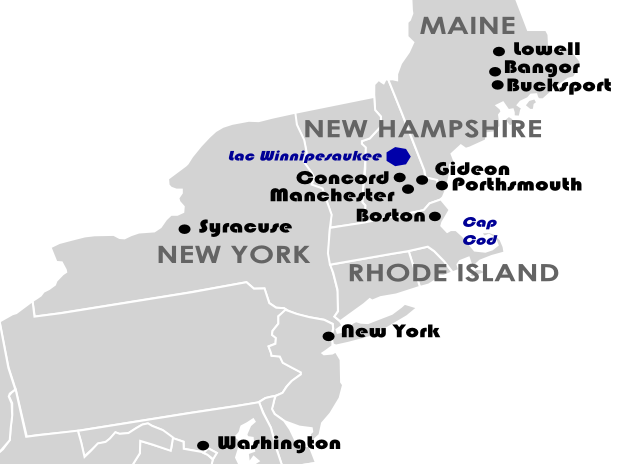
Les lieux cités.

L’intrigue se déroule aux États-Unis, principalement dans la ville fictive de Gideon dans l'État de New Hampshire.
Après une nuit d'ivresse, Ignatius Perrish se réveille avec des cornes et personne ne semble les remarquer. Il découvre rapidement que ces cornes ont le pouvoir de faire avouer aux gens ce qu'ils ont fait ou aimeraient faire de mal. Ig entreprend de s'en servir pour trouver qui a tué sa fiancée Merrin un an plus tôt.

## Personnages
- Personnages principaux
  - Ignatius « Ig » Martin Perrish : Il est originaire de la petite ville de Gideon[1]. Issu d'une famille bourgeoise, il a un amour absolu pour sa fiancée Merrin. Il souhaite travailler dans l'humanitaire.
  - Merrin « Mary » Williams : Fiancé avec Ig Perrish, elle est en couple avec lui depuis l'âge de treize ans. Elle fait des études de droit.
  - Lee Tourneau : Ami d'enfance d'Ig, il lui a sauvé la vie alors que ce dernier se noyait dans la rivière Knowles. Il est l'assistant d'un sénateur.
  - Terrence « Terry » Perrish : Frère ainé d'Ig, il joue de la trompette comme son père. Il anime une émission télévisée musicale en Californie.

- Personnages secondaires
  - Dale Williams : C'est le père de Merrim. Malheureux en amour, il souhaite rejoindre son frère qui travaille en Floride.
  - Derrick Perrish : C'est le père d'Ig et Terry. Il est trompettiste professionnel. Il parcourt le monde pour donner des concerts.
  - Docteur Renald : Il est le docteur de la ville de Gideon. Il a tendance à se droguer avec les médicaments de sa pharmacie.
  - Eric Hannity : Ami d'enfance de Terry. Il devient chef de la sécurité chez le sénateur où travaille Lee.
  - Kathy Tourneau : C'est la mère de Lee. Elle est acariâtre depuis que son mari alcoolique les a quittés.
  - Lydia Perrish : C'est la mère d'Ig et Terry. Ancienne strip-teaseuse, elle élève avec amour ses deux enfants.
  - Père Mould : Il est le prêtre de la ville de Gideon. Il est également l'amant de la mère de Merrim.
  - Strutz et Posada : Ils sont les policiers de la ville de Gideon. Homosexuels refoulés, ils jouent les machos pour ne pas éveiller les soupçons.